# گوش‌خیزک سنت هلنا
گوش‌خیزک سنت هلنا (نام علمی: Labidura herculeana) نام یک گونه منقرض‌شده از تیره گوش‌خیزک‌های نواری است.